# 셀렉터 인펙티드 위크로스
《셀렉터 인펙티드 위크로스》(Selector Infected WIXOSS)는 J.C.STAFF가 다카라토미와 협력하여 제작한 일본의 애니메이션이다. 2014년 4월 3일부터 6월 20일까지 방영되었다. 트레이딩 카드 게임 WIXOSS(위크로스)가 2014년 4월 26일 발매되었다. 대한민국에서는 애니플러스에서 방영되었다. 《셀렉터 스프레드 위크로스》라는 제목의 제2기는 2014년 10월 4일부터 12월 20일까지 방영되었다.

## 개요
트레이딩 카드 게임 WIXOSS의 애니메이션. 상품 홍보를 위한 애니메이션이나, 애니메이션 그 자체로도 훌륭한 작품을 목표로 하였다. 애니메이션과 카드 게임이 동시에 전개되며, 발매 예정인 카드가 작품속에 등장한다.

## 줄거리
위크로스(WIXOSS, Wish Across)는 루리그(lrig, ルリグ)라는 전사 카드와 그를 보조하는 카드로 싸우는 트레이딩 카드 게임이다. 코미나토 루우코는 오빠로부터 위크로스 덱을 받는다. 그 덱에는 말을 할 수 있는 타마가 들어 있었다.
그는 셀렉터로 선정받아, 다른 셀렉터들과 싸운다. 그들은 싸워서 이겨야 하며, 그렇게 되면 몽한 소녀(夢限 少女)가 되어 어떠한 소원이든 이룰 수 있는 힘을 가지게 된다. 그러나 세 번 패하면, 소원을 이루지 못하며 게임에 대한 기억을 모두 잃고 자신이 바라던 소원의 반대되는 결과를 얻게 된다.

## 등장인물

### 셀렉터
코미나토 루우코 (小湊 るう子)
성우: 카쿠마 아이
주인공, 루리그는 타마. 어떠한 소원을 빌어야 할지 모르고 있다. 셀렉터 배틀의 위험성을 조금씩 알아가고 있지만, 배틀을 즐기고 있다.
쿠레바야시 유즈키 (紅林 遊月)
성우: 사쿠라 아야네
루우코의 학교 친구. 루리그는 하나요. 쌍둥이 남동생 카즈키를 좋아해서, 자신의 것으로 만들고 싶다는 소원을 가지고 있다. 직선적인 성격. 조건을 만족시켜 몽한 소녀가 되지만, 하나요가 유즈키의 몸을 가지게 되어 소원을 이루고, 유즈키는 히토에의 두 번째 루리그가 된다.
우에무라 히토에(植村 一衣)
성우: 카야노 아이
소극적인 소녀. 루리그는 미도리코. 친구가 생겼으면하는 소원을 가지고 있다. 루우코와 유즈키가 친구가 되었으나, 세 번 게임을 패한 후에, 기억을 잃고 고통받는다. 나중에 다른 루리그 유즈키를 손에 넣어서 다시 셀렉터가 된다.
아오이 아키라(蒼井 晶)
성우: 아카사키 치나쓰
귀여운 이미지의 패션 모델. 가학적인 성격. 이오나를 질투하여, 이오나의 삶을 망치는 것이 소원이다. 루리그는 피루루크. 세 번 패하여 얼굴에 상처가 생기고, 모델로 활동할 수 없게 된다.
우라조에 이오나(浦添 伊緒奈)
성우: 세토 아사미
아키라와 같은 소속사의 패션 모델. 아무도 그 소원을 알지 못한다. 루우코와 배틀을 하고 싶어 한다. 루리그는 우리스
치요리(ちより)
성우: 모리노 마코
초등학생 소녀. 루리그는 엘도라.

### 루리그
타마(タマ)
성우: 쿠노 미사키
루우코의 루리그. 백색. 귀여운 용모를 지녔으며, 간단한 단어밖에 말하지 못한다. 그러나 전투에서는 호전적이다.
하나요(花代)
성우: 카와스미 아야코
유즈키의 루리그. 적색. 지적이고 예리한 성격. 유즈키가 조건을 만족한 후에 그 몸을 빼앗아 그 소원을 이루어 주고 있다.
미도리코(緑子)
성우: 다카하시 미나미
히토에의 루리그. 녹색. 열정적이고 충직한 성격. 히토에가 세 번 패한 후에 사라진다.
피루루크(ピルルク)
성우: 오니시 사오리
아키라의 루리그. 청색. 차가운 성격.
우리스(ウリス)
성우: 구기미야 리에
이오나의 루리그. 흑색. 가학적인 성격. 약한 상대를 괴롭히는 것이 취미.
엘도라(エルドラ)
성우: 아라이 사토미
치요리의 루리그. 청색.

### 기타
쿠레바야시 카즈키 (紅林 香月)
성우: 고바야시 유스케
유즈키의 쌍둥이 남동생. 셀렉터가 아니면서도 위크로스의 비밀을 알고 있다. 유즈키가 소원을 이루기 전까지는 유즈키의 감정을 모른다. 하나요가 유즈키의 몸을 가진 것을 모르고 그 마음을 받아들이게 된다.
코미나토 아유무(小湊 歩)
성우:이시야 하루키
루우코의 오빠. 루우코에게 위크로스 덱을 주었다.
코미나토 하츠(小湊 ハツ)
성우:구보다 타미에
루우코의 할머니

## 방영 목록
| No. | 제목                                                          | 방영일          |
| --- | ------------------------------------------------------------- | --------------- |
| 1 | 〈이 기적은 두려움〉(この奇跡は兢々 Kono Kiseki wa Kyōkyō[*]) | 2014년 4월 3일  |
| 코미나토 루우코는 전학을 와서 아직 친구가 없는 중학생 소녀. 오빠로부터 친구를 만들라며 위크로스 덱을 선물 받는다. 그 덱에는 말을 하고 움직이는 카드가 들어 있었다. 다음날 같은 학교의 쿠레바야시 유즈키로부터 그 자신도 셀렉터이며 하나요라는 루리그를 가지고 있다는 이야기를 듣게 된다. 유즈키는 샐럭터는 어떠한 소원이든 이룰 수 있지만, 세 번 지게 되면 자격을 상실한다는 말을 한다. 유즈키는 루우코에게 도전하며 배틀을 시작해서 이상한 필드가 전개된다. 루우코는 자신의 루리그를 타마라고 이름짓고, 유즈키의 남동생으로부터 기본적인 룰에 대해서 듣게 된다. 교사의 난입으로 게임은 중지되었지만, 유즈키의 소원이 카즈키와 관련된 것이라는 것이 들켰지만, 루우코는 듣지 못했다. |                                                               |                 |
| 2 | 〈그 만남은 극약〉(その出会いは劇薬 Sono Deai wa Gekiyaku[*]) | 2014년 4월 10일 |
| 루우코와 유즈키는 모델인 아오이 아키라가 셀렉터를 찾고 잇다는 것을 알게 되어 그의 학교에 가는데, 우에무라 히토에가 먼저 아키라에게 도전하게 된다. 히토에의 시작은 좋았으나, 아키라는 그 덱의 능력으로 히토에의 카드를 제거하면서 그 소원을 알게 된다. 친구가 생겼으면 좋겠다는 소원을 들키게 된 히토에는 마음이 흔들려 패한다. 다음날 루우코와 유즈키는 아키라와 대전을 피하려고 한다. 유즈키가 카드 숍의 마모카와 친한 것을 알게 되자 유즈키의 마음이 흔들린다. 루우코는 히토에에게 도전하고, 아키라는 유즈키에게 도전한다. |                                                               |                 |

## 같이 보기
- WIXOSS